# Ivanhoe (Fernsehserie)
Ivanhoe ist eine britische Fernsehserie die vom 5. Januar 1958 bis zum 4. Januar 1959 vom britischen Sender ITV ausgestrahlt wurde. Sie basiert frei auf Sir Walter Scotts gleichnamigem, im Jahr 1820 erschienenen historischen Roman über den englischen Ritter Ivanhoe. Roger Moore agierte hier schon vor Simon Templar in der Titelrolle einer erfolgreichen Fernsehproduktion.

## Handlung
Die auf ein jugendliches Publikum abzielende Serie spielte im England des 12. Jahrhunderts vor dem Hintergrund der Spannungen zwischen Normannen und Angelsachsen. Richard Löwenherz, der neben König Artus populärste König der englischen Geschichte, ist aufgrund der Kreuzzüge außer Landes. Sein Bruder Prinz John hat die Macht an sich gerissen und tyrannisiert seine Untertanen. Ivanhoe demonstriert Ritterlichkeit, indem er die Schwachen und Wehrlosen beschützt.

## Produktion
Die Serie wurde teilweise im Studio und teilweise an unterschiedlichsten Drehorten aufgenommen. Die Pilotfolge war in Farbe, aber die folgenden Episoden in Schwarzweiß.

## Mitwirkende Schauspieler
Zu den Gaststars der Serie gehörte unter anderem Christopher Lee, der 1974 als Der Mann mit dem goldenen Colt auch auf den Kinoleinwänden Gegenspieler von Roger Moore war. Darüber hinaus gab es Auftritte von John Schlesinger, Paul Eddington, Andrew Keir und Kenneth Cope.
Ivanhoes Knappe Gurth wurde von Robert Brown dargestellt, der später die Rolle von James Bonds Chef „M“ übernahm. In seinem Audiokommentar zur DVD-Ausgabe von Octopussy (EAN 4045167004344) geht Roger Moore anlässlich einer gemeinsamen Szene mit Robert Brown darauf ein, warum viele Mitwirkende dieser Fernsehserie später auch in James-Bond-Filmen auftraten.
Roger Moore legte die Rolle nieder, um 1959 in Hollywood die Neuverfilmung Die Madonna mit den zwei Gesichtern des deutschen Films Das Mirakel zu drehen. Die Antwort auf die Frage, ob ihm das schwergefallen sein mag, lässt sich erahnen, wenn man das folgende Zitat liest: „Ich kam mir wie ein völliger Trottel vor, herumreitend mit dieser ganzen Rüstung und dem verdammten gefiederten Helm. Ich fühlte mich wie ein Feuerwehrmann im Mittelalter“ (Original: I felt a complete Charlie riding around in all that armour and damned stupid plumed helmet. I felt like a medieval fireman.) Trotz dieser kritischen Einstellung zu Heldenrollen wurde Roger Moore als Simon Templar und James Bond noch zweimal dazu erkoren, die Hauptrolle in Serien zu spielen, deren Drehbücher teilweise sehr frei mit ihren literarischen Vorlagen umgingen.